# Gonzalo Pérez Corbalán
Gonzalo Germán Pérez Corbalán (Montevideo, 4 de enero de 2001) es un futbolista uruguayo. Juega como defensa central en el Club Atlético Lanús de la Primera División de Argentina

## Trayectoria
Gonzalo se formó en las categorías juveniles de Liverpool Fútbol Club, en la temporada 2014-15 jugó 30 partidos con la sub-14 y convirtió 4 goles. La temporada siguiente, con la sub-15, mantuvo regularidad, estuvo presente en 28 oportunidades y marcó en portería 2 veces, además estuvo en 2 ocasiones con la sub-16. Para el año 2017 jugó 34 partidos y convirtió 5 goles en Sexta División, además subió de categoría para jugar un partido. En 2018 defendió la sub-17 en 23 juegos pero no convirtió goles. Al año siguiente se consolidó en la sub-19 con 30 apariciones y un gol, mostró un buen nivel que lo llevó a jugar en Tercera División 6 veces.
Debutó como profesional el 8 de agosto de 2020, el técnico Román Cuello lo puso de titular, estuvo todo el partido en cancha y empataron 1-1 con Rentistas.
El 2 de agosto de 2023 fue anunciado su fichaje por Lanús, para jugar en la Primera División de Argentina, le fue adjudicado el dorsal número 3. Tras estar las 7 primeras fechas en el banco de suplentes sin oportunidad, debutó en el Granate el 7 de octubre, fue parte de la zaga titular pero perdieron contra Defensa y Justicia.

## Selección nacional
Ha sido parte de la selección de Uruguay en la categoría juvenil sub-20.
En octubre de 2019 recibió su primera citación a la selección de Uruguay por el técnico Gustavo Ferreyra, fue para entrenar con la categoría sub-20. Para marzo de 2020 estaba acordado jugar amistosos contra Honduras pero se suspendieron todas las actividades de la AUF debido a la Pandemia de COVID-19.
Hasta 2021 fue un habitual en los entrenamientos de la selección juvenil, no jugaron partidos amistosos internacionales debido a la pandemia, por lo que se midieron contra clubes locales. Conmebol suspendió el Campeonato Sudamericano sub-20.

## Estadísticas
Actualizado al último partido citado el 26 de julio de 2025.
| Club                      | Div.          | Temporada     | Liga  | Liga  | Liga   | Copas nacionales | Copas nacionales | Copas nacionales | Copas internacionales | Copas internacionales | Copas internacionales | Total | Total | Total  |
| Club                      | Div.          | Temporada     | Part. | Goles | Asist. | Part.            | Goles            | Asist.           | Part.                 | Goles                 | Asist.                | Part. | Goles | Asist. |
| ------------------------- | ------------- | ------------- | ----- | ----- | ------ | ---------------- | ---------------- | ---------------- | --------------------- | --------------------- | --------------------- | ----- | ----- | ------ |
| Liverpool F. C. · Uruguay | 1.ª           | 2020          | 24    | 0     | 0      | -                | -                | -                | 0                     | 0                     | 0                     | 24    | 0     | 0      |
| Liverpool F. C. · Uruguay | 1.ª           | 2021          | 25    | 0     | 2      | -                | -                | -                | 2                     | 0                     | 0                     | 27    | 0     | 2      |
| Liverpool F. C. · Uruguay | 1.ª           | 2022          | 33    | 1     | 1      | 4                | 0                | 0                | 0                     | 0                     | 0                     | 37    | 1     | 1      |
| Liverpool F. C. · Uruguay | 1.ª           | 2023          | 21    | 0     | 0      | 1                | 0                | 0                | 5                     | 0                     | 0                     | 27    | 0     | 0      |
| Liverpool F. C. · Uruguay | Total club    | Total club    | 101   | 1     | 3      | 5                | 0                | 0                | 7                     | 0                     | 0                     | 115   | 1     | 3      |
| C. A. Lanús Argentina     | 1.ª           | 2023          | -     | -     | -      | 6                | 0                | 0                | -                     | -                     | -                     | 6     | 0     | 0      |
| C. A. Lanús Argentina     | 1.ª           | 2024          | 20    | 0     | 0      | 7                | 0                | 0                | 7                     | 1                     | 0                     | 34    | 1     | 0      |
| C. A. Lanús Argentina     | 1.ª           | 2025          | 12    | 0     | 0      | 1                | 0                | 0                | 2                     | 0                     | 0                     | 15    | 0     | 0      |
| C. A. Lanús Argentina     | Total club    | Total club    | 32    | 0     | 0      | 14               | 0                | 0                | 9                     | 1                     | 0                     | 55    | 1     | 0      |
| Total carrera             | Total carrera | Total carrera | 133   | 1     | 3      | 19               | 0                | 0                | 16                    | 1                     | 0                     | 170   | 2     | 3      |
| 1. 2.                     |               |               |       |       |        |                  |                  |                  |                       |                       |                       |       |       |        |

## Palmarés

### Títulos nacionales
| Título             | Club            | País    | Año  |
| ------------------ | --------------- | ------- | ---- |
| Torneo Clausura    | Liverpool F. C. | Uruguay | 2021 |
| Torneo Apertura    | Liverpool F. C. | Uruguay | 2022 |
| Supercopa Uruguaya | Liverpool F. C. | Uruguay | 2023 |
| Torneo Intermedio  | Liverpool F. C. | Uruguay | 2023 |

### Distinciones individuales
| Distinción                                   | Año  |
| -------------------------------------------- | ---- |
| Premios AUF - Equipo ideal del mes (mayo)    | 2022 |
| Premios AUF - Equipo ideal del mes (octubre) | 2022 |